# بندای نامکو انترتینمنت
بندای نامکو اینترتینمنت (به ژاپنی: (株式会社バンダイナムコゲームス Kabushiki Gaisha Bandai Namuko Gēmusu) یک شرکت چندملیتی سازنده و توسعه‌دهنده بازی‌های رایانه‌ای خانگی، بازی‌های آرکید و موبایل واقع در میناتو-کو، توکیو، کشور ژاپن است. این شرکت متشکل از دو شرکت ژاپنی عروسک‌سازی بندای و نامکو است.